# 阿尔加村委员会
阿尔加村委员会（俄语：Аргинский сельсовет）是俄罗斯联邦阿穆尔州谢雷舍沃区所属的一个村委员会。其下辖有3个居民点，行政中心为阿尔加。据2016年统计，该村委员会的人口为926人。